# Boken om Blanche och Marie
Boken om Blanche och Marie är en roman av Per Olov Enquist som kom ut juli 2004 hos Norstedt.

## Handling
Boken är P.O. Enquists kanske mest fantasifulla roman. Som vanligt hos honom består den av en blandning av exakta historiska data och fantasier – ofta vet man inte om de senare verkligen är fantasier eller något han funnit i sin research. För romanen fick Enquist 2007 staden Veronas ’Romeo och Julia-pris’ och staden Neapels ’Premio Napoli’ .
Berättaren är Blanche Wittman, Jean Martin Charcots mest berömda patient med diagnosen hysteri - och den enda författaren namnger (som "Witt").  Diagnosen hysteri omfattade tiotusentals kvinnor men upphörde efter professor Charcots död.[källa behövs] Hon finns på en berömd målning av sjukhuset La Salpêtrière vilken föreställer en av professorns halvoffentliga demonstrationer. Enligt Enquist var hon länge också Charcots älskarinna, vilket ska ha slutat med att hon tog livet av honom; ett barmhärtighetsmord liknande det hon som tonåring begått mot sin egen far.
En mängd av de mest berömda psykiaterna mot slutet av 1800-talet förekommer på La Salpêtrière: Sigmund Freud, Jules Janet, Joseph Babinski med flera, men även andra kulturpersoner som Strindberg, vilken under Infernoåren besökte en förevisning och tog djupt intryck av Blanche. Enquist hävdar att de gjort ett så starkt intryck att de avfärgat sig i hans Inferno och Brott och brott. Blanches företrädare som Charcots favoritpatient, Jane Avril, blev sedermera dansös och en av målaren Henri de Toulouse-Lautrecs favoritmodeller på Moulin Rouge.
Huvudtemat kan möjligen beskrivas som förhållandet mellan kärlek och död, där strålningen från radium halvt om halvt jämställs med mänsklig kärlek.